# 凤洋将军庙
凤洋将军庙，位于中国福建省福州市晋安区鼓山镇远东村，为一个省级文物保护单位，类型为古建筑。
凤洋将军庙始建於明嘉靖四十一年（1562年），其內奉祀的是琉球金將軍，又被福州人稱為鳳洋將軍、九鳳將軍或遠洋將軍。金將軍，字伯通，號九鳳，琉球國久米村人，為閩人三十六姓之後裔。通武藝、拳擊，有勇力。嘉靖三十九年（1558年），琉球國王尚元繼位，遣使前往明朝求封，金伯通奉命護航，擊退沿途的倭寇，順利登陸福州。嘉靖四十一年（1562年），琉球遣使前往明朝謝恩，金伯通再度護航。船至閩江獅股川，陡遭逆風，船覆，溺水殉職。其遺體漂至遠洋九肩壋一帶，被當地人尋獲。見其腰牌，得知是琉球金將軍，便將其遺體做了防腐處理，作為真身塑像，在當地立廟祭祀。當時是農曆三月初三，福州人將其定為將軍官方生日。嘉靖四十四年（1565年），明廷以其抗擊倭寇有功，追贈安東侯。每當地方官員出使海外，必往該廟祈禱。在第二尚氏王朝時期，每年琉球館亦派人前來祭祀。
後來鳳洋將軍廟年久失修，在清光緒元年（1875年）重修。
原本其真身塑像被供奉於廟中，文化大革命期間被人抬走，下落不明。2005年5月11日，凤洋将军庙被福建省人民政府定為第六批福建省文物保护单位。